# Szambelin
Szambelin (biał. Шамбялін; ros. Шамбелин) – wieś na Białorusi, w obwodzie grodzieńskim, w rejonie wołkowyskim, w sielsowiecie Podorosk.
W dwudziestoleciu międzywojennym leżał w Polsce, w województwie białostockim, w powiecie wołkowyskim, w gminie Izabelin.
Znajduje tu się kaplica rzymskokatolicka, należąca do parafii św. Elżbiety Węgierskiej i Miłosierdzia Bożego w Podorosku, powstała w niepodległej Białorusi.